# ۱۰۴۲ (قمری)
۱۰۴۲ (قمری)، هزار و چهل و دومین سال در گاهشماری هجری قمری است. اول محرم این سال برابر با نوزدهم ژوئیه سال ۱۶۳۲ میلادی است.

## وابسته
- سعدیان